# Corybas aristatus
Corybas aristatus är en orkidéart som först beskrevs av Rudolf Schlechter, och fick sitt nu gällande namn av Rudolf Schlechter. Corybas aristatus ingår i släktet Corybas, och familjen orkidéer. Inga underarter finns listade i Catalogue of Life.